# Гамільтон Рікард
Гамільтон Рікард (ісп. Hamilton Ricard, нар. 12 січня 1974, Кібдо) — колишній колумбійський футболіст, що грав на позиції нападника.
Виступав, зокрема, за клуби «Депортіво Калі» та «Мідлсбро», а також національну збірну Колумбії, у складі якої був учасником чемпіонату світу 1998 року, а також двох Кубків Америки.

## Клубна кар'єра
Рікард вихованець футбольної академії клубу «Депортіво Калі». У 1993 році у віці 19 років він дебютував у чемпіонаті Колумбії. У 1996 році Гамільтон виграв свій перший трофей — чемпіонат, а у наступному сезоні Рікард забив 36 м'ячів, став кращим бомбардиром колумбійського першості.
На початку 1998 року Рікард прийняв запрошення англійського «Мідлсбро». Сума трансферу склала 2 млн. фунтів. У першому сезоні Рікард забив 2 м'ячі в 9 матчах і допоміг команді вийти в Прем'єр лігу. Гамільтон завоював місце в основі і наступні два сезоні був кращим бомбардиром команди, забивши 15 і 12 м'ячів відповідно. У 1999 році він був визнаний кращим футболістом року в «Мідлсбро». Після того, як клуб очолив Стів Макларен Рікард став отримувати менше ігрового часу і в кінці 2001 року вирішив покинути команду. За «Мідлсбро» він провів більше 100 матчів і забив 33 м'ячі.
Незабаром Рікард підписав контракт з софійським ЦСКА, але кар'єра в новій команді не задалася і Гамільтон повернувся на батьківщину. Його новим клубом повинен був стати «Санта-Фе», проте Рікард потрапив в автомобільну аварію, ставши винуватцем загибелі пішохода, тому він вирішив поїхати з Колумбії.
У 2003 році Гамільтон став футболістом японського «Сьонан Бельмаре», де зіграв лише півроку, після чого повернувся на батьківщину і підписав угоду з клубом «Кортулуа».
У 2004 році Рікард півроку провів у еквадорському «Емелеку», а потім повернувся де Європи, виступаючи за кіпрський «АПОЕЛ». Колумбієць допоміг клубу посісти друге місце, після чого повернувся в «Депортіво Калі». В рідній команді він зіграв в шести матчах і не забив жодного м'яча.
Влітку 2005 Гамільтон перейшов до іспанської «Нумансії», але за сезон зіграв лише у 16 матчах Сегунди, в яких забив 2 голи.
2006 року він перейшов до уругвайського «Данубіо», в якому провів сезон.
24 січня 2007 року Рікард був засуджений до трьох років позбавлення волі за автокатастрофу, але його адвокати подали апеляцію на рішення суду. Влітку того ж року Гамільтон поїхав у китайський «Шанхай Шеньхуа». Після Китаю він знову виступав за «Данубіо», а також за чилійський «Депортес Консепсьйон» та «Депортес Кіндіо».
Завершив професійну ігрову кар'єру у клубі «Кортулуа», у складі якого вже виступав раніше. Прийшов до команди 2012 року і захищав її кольори до припинення виступів на професійному рівні у 2013 році.

## Виступи за збірну
4 лютого 1995 року дебютував в офіційних матчах у складі національної збірної Колумбії в товариській грі проти збірної Австралії.
У 1997 році він взяв участь у Кубку Америки у Болівії. На турнірі Гамільтон зіграв у матчах проти Коста-Рики, Бразилії, Болівії і Мексики, в поєдинку проти якої він забив гол.
У 1998 році Рікард поїхав на чемпіонат світу у Францію. На турнірі він з'явився на полі лише в матчі проти збірної Англії (2:0).
У 1999 році Гамільтон вдруге взяв участь у Кубку Америки у Парагваї. На турнірі, як і в перший раз, він провів чотири матчі і забив гол у ворота збірної Еквадору.
Протягом кар'єри у національній команді, яка тривала 6 років, провів у формі головної команди країни 27 матчів, забивши 5 голів.

## Досягнення

### Командні
- Бронзовий призер Панамериканських ігор: 1995
- Чемпіон Колумбії: 1995/96
- Чемпіон Уругваю — 2006/07
- Переможець A3 Champions Cup: 2007

### Індивідуальні
- Найкращий бомбардир чемпіонату Колумбії: 1996/97